# Crank
Crank (prt: Crank - Veneno no Sangue; bra: Adrenalina) é um filme estadunidense de ação lançado em 2006 dirigido por Mark Neveldine e Brian Taylor. 
A continuação do filme foi lançada em 2009, com o título Crank 2: High Voltage.

## Sinopse
Chev Chelios (Jason Statham) é um assassino profissional que foi envenenado. Ele não pode deixar a taxa de adrenalina em seu corpo baixar, caso contrário morrerá. Ele entra então, numa verdadeira corrida contra o tempo para se vingar e, quem sabe, encontrar a cura para seu problema.

## Elenco
- Jason Statham como Chev Chelios: O personagem principal do filme.
- Amy Smart como Eve: A namorada de Chev
- Jose Pablo Cantillo como Ricky Verona: Um ambicioso criminoso que trabalha com Carlito para matar Chev.
- Efren Ramirez como Kaylo: Um travesti de Los Angeles e amigo de Chev.
- Dwight Yoakam como Doc Miles: O médico da máfia de Los Angeles.
- Carlos Sanz como Carlito: O chefe do crime para o qual Chev trabalhava antes de ser envenenado.
- Reno Wilson como Orlando: Um amigo de Chev.